# 上信電気鉄道デハ20形電車
上信電気鉄道デハ20形電車（じょうしんでんきてつどうデハ20がたでんしゃ）は、かつて上信電気鉄道（現 上信電鉄）に在籍していた直流用電車である。
本項では同様の車体を持つ制御付随車であったクハ20形電車とその前身となったクハニ20形電車についても述べる。

## 概要
デハ20形が4両、クハ20形が3両の計7両が在籍した。
いずれも台車・台枠その他機器の流用によって登場した形式だが、書類上は新造と木造車の鋼体化および在来車の車体更新名義のグループに分かれる。
またすべての車両がタブレット交換のために運転台を進行方向右側に配置していた。

### デハ20形
デハ20は戦災によって被災焼失し廃車となった鉄道省モハ311を1950年（昭和25年）に譲り受け、同車から流用した台枠と台車を三和車両で新造した鋼製車体と組み合わせて1951年（昭和26年）に新造車名目で導入した。客用扉部分を除く車体の裾部分が外から台枠が見えるほどに大きく切り欠かれた腰高な車体と両正面共に非貫通型の運転台であることが特徴であった。
デハ21は1925年汽車会社製の木造車デハニ1を1958年（昭和33年）に三和車両にて鋼体化したものである。この際台車はブリル27-MCB-2からTR14に、主電動機はシーメンスDJ11B（端子電圧750V 定格出力50kW）から国鉄制式のMT4に変更された。
デハ22とデハ23は改軌、電化に合わせ1924年（大正13年）に新製したデハ1形4・5を1960年（昭和35年）に、それぞれ西武所沢車両工場と東洋工機にて鋼体化を行った。この際デハ21の時と同様に、台車・主電動機の変更が行われた。またデハ22のみ後年歯車比の変更（1:3.2→1:3.42）が行われている。

### クハ20形
クハ20は自社サハ2を1956年（昭和31年）に鋼体化改造したもので、台車は当初27-MCB-2を再利用したが、後にTR14に変更された。
クハ21は1959年（昭和34年）東洋工機製の新造車だが、台車は当初木造車から流用した汽車会社製KSK-3Hを装備した。これは後に27-MCB-2への振り替えを経て、最末期にはTR14を装備した。
クハ22は後述のクハニ20形クハニ21を1961年（昭和36年）に西武所沢車両工場にて台枠を延長した上で19m級3扉の車体を新造して載せ換え、改番したものである。この際ベンチレーターはお椀型から上信電気鉄道初採用かつ旧型車唯一のグローブ型へ変更されて異彩を放っていた。

### クハニ20形
川崎車輛製の元豊川鉄道の鋼製車である国鉄モハ1600形電車1601号を1958年（昭和33年）に譲受し、三和車両で一部機器の改造を行って1959年にクハニ21として竣工した。この際車体は手を加えられず、深い丸屋根とお椀型ベンチレーターが特徴的ないわゆる「川造型」のままであり、側面扉はすべて片開き式で3ヶ所。手荷物扱いを行うために荷重2トンの荷物室を設け、台車は種車のTR14から27-MCB-2に変更されている。前述のように1961年には車体更新によってクハ20形クハ22となり、登場からわずか2年程で形式消滅している。

## 車体
いずれも16 m級、もしくは17 m級車体であったが、60年代初頭の段階では輸送力増強のために在来車両のうち十数両を対象に車体を3 m延長する計画が存在した。しかし、その後新造車である200形を導入する計画に移行したために、本系列では前述のようにクハ22のみが施工されている。
クハ20形全車とデハ23は片運転台構造、デハ20形は前述のデハ23を除いて両運転台構造であり、デハ22・デハ23とクハ21・クハ22は側面に補強板が露出しないノーシル・ノーヘッダーであった。

## 主要機器
主制御器はウェスティングハウス・エレクトリック、または三菱電機製で電磁空気単位スイッチ式手動加速制御（HL制御）のHL15Dを採用した。デハ20形の主電動機は国鉄払い下げ品のMT4を1両当たり4基搭載した。台車はいずれも鍛造台車枠を備える釣り合い梁式台車であり、デハ20形はやはり国鉄払い下げ品のTR14、クハ20形は木造車からの流用で当初クハ21のみがKSK-3H台車、残りの2両は27-MCB-2台車を装備したが、後にKSK-3Hは廃棄され27-MCB-2に変更された。またクハ20・クハ21は前述のように後年27-MCB-2からTR14に振り替えられている。制動装置はM弁を使用したAMM自動空気ブレーキを採用した。制御装置に関しては、60年代初頭時点では自動加速制御（AL）の機種に変更されることも検討されていたものの、車両導入計画の変更もあり実現しなかった。

## 変遷
本系列はデハ10形・クハニ10形・デハニ30形といった「旧型車」の中でももっとも在籍数が多く、1950-70年代の上信線において主力として活躍した。しかし、1980年（昭和55年）から開始された上信線近代化事業の一環として小型車であり走行性能も劣る本系列は代替されることになった。同年より始まった100形、250形、6000形の導入に伴って廃車が進められ、翌1981年（昭和56年）度末までに予備車のデハ23と入換作業用のデハ22を残して廃車・解体された。残った2両は引き続き在籍し、1985年（昭和60年）にはATSの設置改造なども行われたが、1991年（平成3年）にデハ23が、続いて1993年（平成5年）にデハ22が廃車となって本形式は消滅した。

## その他
西武所沢車両工場で落成したデハ22は、試運転を西武線内で行った際、同社線上を自力走行している。

## 車歴
凡例
二段 …二段窓、一段上昇 …一段上昇窓
両 …両運転台、片 …片運転台
|            | 車両番号 | 種車         | 竣工年     | 改造担当         | 側面窓形状 | 運転台 | 運転台形状 | 廃車年                | 備考                                                                              |
| ---------- | -------- | ------------ | ---------- | ---------------- | ---------- | ------ | ---------- | --------------------- | --------------------------------------------------------------------------------- |
| デハ20形   | デハ20   |              | 1951年11月 | 三和車両         | 二段       | 両     | 非貫通型   | 1981年4月             | 新造 （台車・台枠は国鉄モハ311からの流用）                                        |
| デハ20形   | デハ21   | デハニ1      | 1958年8月  | 三和車両         | 一段上昇   | 両     | 貫通型     | 1981年4月             |                                                                                   |
| デハ20形   | デハ22   | デハ4        | 1960年4月  | 西武所沢車両工場 | 一段上昇   | 両     | 貫通型     | 1993年2月             |                                                                                   |
| デハ20形   | デハ23   | デハ5        | 1960年10月 | 東洋工機         | 一段上昇   | 片     | 貫通型     | 1991年2月             |                                                                                   |
| クハ20形   | クハ20   | サハ2        | 1956年8月  | 三和車両         | 二段       | 片     | 貫通型     | 1980年4月             |                                                                                   |
| クハ20形   | クハ21   |              | 1959年7月  | 東洋工機         | 一段上昇   | 片     | 非貫通型   | 1981年12月            | 新造                                                                              |
| クハ20形   | クハ22   | クハニ21     | 1961年5月  | 西武所沢車両工場 | 一段上昇   | 片     | 非貫通型   | 1981年12月            |                                                                                   |
| クハニ20形 | クハニ21 | 国鉄モハ1601 | 1959年3月  | 三和車両         | 一段下降   | 片     | 貫通型     | 1961年5月（車体更新） | 豊川鉄道モハ24（1927年） → モハ22（1937年） → モハ1601（1953年） → 譲受（1958年） |